# Le Jour et la Nuit (opéra-bouffe)
Pour l’article homonyme, voir Le Jour et la Nuit.
Le Jour et la Nuit est un opéra-bouffe en trois actes composé par Charles Lecocq à partir d'un livret d'Eugène Leterrier et Albert Vanloo joué pour la première fois au Théâtre des Nouveautés à Paris le 5 novembre 1881.
La pièce est jouée 200 fois consécutives à Paris, puis est reprise dans d'autres théâtres à travers le monde dans les années qui suivent.

## Distribution lors de la création à Paris
| Rôle                         | Voix | Distribution lors de la première |
| ---------------------------- | ---- | -------------------------------- |
| Manola                       |      | Marguerite Ugalde                |
| Don Braseiro                 |      | Jean-François Berthelier         |
| Don Dégomez                  |      | M. Scipion                       |
| Miguel                       |      | Achille-Félix Montaubry          |
| Prince Picrates de Calabazas |      | Jules Brasseur                   |
| Béatrix                      |      | Juliette Darcourt                |
| Sanchette                    |      | Mlle Piccolo                     |
| Cristoval                    |      | M. Matrat                        |
| Gonzalès                     |      | M. Prosper                       |
| Fernando                     |      | M. Desnoyer                      |
| Henriquez                    |      | M. Marietti                      |
| Lizarda                      |      | Mlle Mauriane                    |
| Speranza                     |      | Mme Lucy-Jane                    |
| Inès                         |      | Mlle Panot                       |
| Paolo                        |      | Mme Varennes                     |
| Juan                         |      | Mme Dalbe                        |
| Pedro                        |      | Mme Gabrielle                    |
| Medina                       |      | Mme Chartonnell                  |
| Rita                         |      | Mme Patrick                      |
| Pablo                        |      | Mme Freedéa                      |
| 1er alguazil                 |      | M. Perron                        |
| 2ème alguazil                |      | M. Mangeon                       |
| 3ème alguazil                |      | M. Gadot                         |
| Un soldat                    |      | M. Dacheux                       |

## Synopsis
L'action se déroule au Portugal à l'époque de Louis XIII,.

### Acte I
Le château de Don Braseiro de Trás o Montes
Don Braseiro attend avec impatience l'arrivée de sa nouvelle épouse. Il est tellement occupé à garder la frontière contre les espagnols qu’il n’a pas le temps de se rendre à Lisbonne à la recherche d'une épouse. Il a délégué la tâche à son cousin, Don Dégomez, qui a choisi une candidate appropriée et l’a même représenté à la cérémonie de mariage.
Très satisfait de son mariage, Braseiro accorde volontiers à son intendant, Miguel, la permission de se marier. Mais les Espagnols attaquent et Don Braseiro doit son palais.. Manola, la fiancée de Miguel arrive, fuyant les attentions importunes du prince Picrates de Calabazas, le premier ministre portugais. Il arrive à sa poursuite et pour empêcher ses nouvelles avances, Manola se fait passer pour la femme de Don Braseiro.
Déçu, Calabazas est prêt à partir. Braseiro, qui a obtenu une trêve avec les Espagnols revient plein d'ardeur, désireux de rencontrer sa nouvelle épouse. A la vue de Manola, il se déclare ravi. Il insiste pour que Calabazas soit son invité, puis se prépare pour la nuit de noces. Sur ces entrefaites, Béatrix, sa véritable épouse, arrive. Manola et Miguel lui expliquent la situation. Elle accepte de les aider en se faisant passer pour une dame de compagnie. Le soir, profitant de l'obscurité, elle entre dans la chambre nuptiale, tandis que Manola s'éclipse par une autre porte.

### Acte II
Le parc du château de Don Braseiro
La nuit de noces s'est bien passée. Braseiro est ravi de sa femme. Il n'a pas remarqué que la blonde Manola a été remplacée par la brune Béatrix, bien qu'il se demande pourquoi sa fiancée a une aversion si inexplicable pour la lumière du jour. Calabazas, s'apprêtant à partir, rencontre Béatrix, qu'il n'a jamais rencontrée auparavant. Il tombe immédiatement amoureux d'elle. Pour sauver la situation, Manola joue avec lui la séductrice en lui donnant rendez-vous dans le pigeonnier du parc du château. Une fois que Calabazas a grimpé l'échelle dans le pigeonnier, Miguel et Manola retirent l'échelle, laissant Calabazas bloqué et s'enfuient.

### Acte III
La cour d'une auberge
Braseiro entre, accompagné de Béatrix, le visage caché sous une mantille, pour que son mari ne se rende pas compte de la supercherie. Miguel, déguisé en paysan et Manola, déguisée en muletier, arrivent, suivis de près par Calabazas. Il les reconnaît et déclare à Braseiro que sa femme le trompe avec Miguel. Lors de la confrontation générale, les conspirateurs expliquent la tromperie et les raisons de celle-ci. Don Braseiro est satisfait de leur explication et très heureux d'avoir Béatrix comme épouse. La vengeance de Calabazas est prévenue par une dépêche annonçant que le roi, fatigué des fréquentes absences de son premier ministre pour ces aventures amoureuses, l'a démis de ses fonctions. Les deux couples d'amants sont heureux, et Calabazas se console avec les charmes volontaires de Sanchette, l'aubergiste, et de toute façon, "les Portugais sont toujours gais" !

## Numéros

### Acte I
- Introduction : "Nous attendons le seigneur intendant"
- Scène (Anita) : "Un intendant, la chose est sûre"
- Couplets (Anita, Catana, Pépita) : "Seigneur, je sais broder"
- Romance (Miguel) : "Sous le regard de deux grands yeux"
- Couplets (Braseiro) : "Mon cher ami, sache bien qu'ici bas"
- Couplets (Manola) : "Comme l'oiseau qui fuit effarouché"
- Couplets (Calabazas) : "Les femmes ne m'en parlez pas"
- Ensemble : "A notre nouvelle maîtresse"
- Scène (Calabazas) : "A mon tour de me présenter"
- Air (Manola) : "Eh bien oui, je suis la baronne"
- Duo (Miguel, Manola) : "Tuons-nous, tuons-nous"
- Couplets (Béatrix) : "Certainement, c'est bien charmant"
- Final (Manola, Béatrix, Miguel) : O grand St Michel"
- Chorus et scène (Braseiro, Manola, Béatrix, Miguel) : "La nuit enchanteresse"
- Ballade de la Lune : "O mon épouse, Ô mon trésor"

### Acte II
- Entracte - romance (Miguel) : "Laisse-moi rallumer, ma belle"
- Sérénade-bouffe : "En toute circonstance"
- Couplets (Manola) : "Voyez, elle est charmante"
- Chanson du romarin (Manola) : "Ma mèr' m'a dit"
- Chanson du fourniment (Manola) : "Y avait une fois un militaire"
- Chanson-duo (Manola, Béatrix) : "Un rossignol rencontre une fauvette"
- Chorus : "Puisqu'il parait que le grand prince"
- Ensemble : "O moment suprême!"
- Couplets  (Calabazas, chœur) : "Les Portugais sont toujours gais"
- Ensemble du parasol (Calabazas) : "Qu'on m'apporte mon parasol"
- Mélodie (Manola-Calabazas) : "J'ai vu le jour dans le pays"
- Scène (Calabazas, Manola) : "Vous savez charmer les serpents"
- Chanson indienne (Manola) : "Le serpent dort sur la mousse"
- Duo (Miguel-Manola) : "Adieu donc, Prince charmant"
- Final : "On appelle"

### Acte III
- Entracte
- Introduction (chœur) : "Ohé l'hôtelière,"
- Boléro (chœur) : "En Portugal, les Portugaises"
- Couplets de l'hôtelière (Sanchette) : "Mon cabaret, entre nous, je m'en vante"
- Couplets (Braseiro) :"Je passais un jour dans la rue"
- Duo (Manola, Miguel) : "Nous sommes deux amoureux "
- Air du muletier (Manola) : "Si je mène par le chemin"
- Quatuor (Manola, Béatrix, Miguel, Braseiro) : "C'était la demoiselle de compagnie"
- Couplets (Manola, Béatrix) : "Il est deux choses ici bas"
- Chorus : "C'est un courrier"
- Couplet final : "Messieurs, on attend votre arrêt"

## Critiques
La critique de l’œuvre est bonne, autant pour la musique, que le livret et l'interprétation. L’œuvre tient bien l'affiche durant l'année 1882. On prête à un des auteurs le mot suivant : "Notre premier acte, c'est Giroflé-Girofla ; notre seconde, la Petite Mariée, et notre troisième, la Marjolaine. Si avec cela nous n'avons pas un succès...",

## Discographie
- Le Jour et la Nuit, 1956, direction musicale : Roger Ellis avec Liliane Berton, Lina Dachary, Henri Bedex, Gaston Rey. Label Gaité Lyrique.

## Divers
Début 1882, la pièce est reprise à New York au Fifth Avenue Theatre dans une traduction anglaise sous le titre "Manola or, Blonde and Brunette".